# گاس پوپ
گاس پوپ (انگلیسی: Gus Pope؛ ۲۹ نوامبر ۱۸۹۸ – 1953 (aged 54)) ورزشکار دو و میدانی اهل ایالات متحده آمریکا بود.
وی در مسابقات کشوری و بین‌المللی در مجموع برندهٔ ۱ مدال برنز شده‌است.